# Spoorlijn Kiel - Osterrönfeld
De spoorlijn Kiel - Osterrönfeld is een Duitse spoorlijn is als lijn 1022 onder beheer van DB Netze.

## Geschiedenis
Het traject werd door de Preußische Staatseisenbahnen op 15 oktober 1904 geopend. Bij de bouw van het Noord-Oostzeekanaal in 1913 is de aansluiting bij Osterrönfeld verlegd naar het zuiden.

## Treindiensten
De Deutsche Bahn verzorgt het personenvervoer op dit traject met RE- en RB-treinen.
| Serie | Treinsoort                      | Route                                                                 | Bijzonderheden |
| ----- | ------------------------------- | --------------------------------------------------------------------- | -------------- |
| RE 72 | RegionalExpress (DB Regio Nord) | Kiel Hbf – Eckernförde – Süderbrarup – Flensburg                      |                |
| RE 74 | RegionalExpress (DB Regio Nord) | Kiel Hbf – Rendsburg – Schleswig – Husum                              |                |
| RB 73 | Regionalbahn (DB Regio Nord)    | Kiel Hbf – Kiel-Hassee CITTI-PARK – Gettorf – Suchsdorf – Eckernförde |                |
| RB 75 | Regionalbahn (DB Regio Nord)    | Kiel Hbf – Felde – Rendsburg                                          |                |

## Aansluitingen
In de volgende plaatsen is of was er een aansluiting op de volgende spoorlijnen:
Kiel Hauptbahnhof
DB 1023, spoorlijn tussen Kiel en Neustadt
DB 1220, spoorlijn tussen Hamburg-Altona en Kiel
Kiel-Hassee
DB 1022, spoorlijn tussen Kiel en Flensburg
DB 1021, spoorlijn tussen Kiel-Hassee en Kiel West
DB 1031, spoorlijn tussen Meimersdorf en Kiel-Hassee
Osterrönfeld
DB 1040, spoorlijn tussen Neumünster en Flensburg
lijn tussen Osterrönfeld en het Rader Insel